# 마이클 브랜던
마이클 브랜던(Michael Brandon, 1945년 4월 20일 ~ )은 미국의 배우, 감독이다.
브루클린에서 태어났다.

## 영화
- 본 오브 워 (2013년)
- 토마스와 친구들: 블루마운틴 미스터리 (2012년) - 나레이터 (미국) 역
- 퍼스트 어벤져 (2011년) - 의원 브랜트 역
- 토마스와 친구들: 선로 위의 영웅 (2009년) - 나레이터 (미국) 역
- 나와 오손 웰스 (2008년)
- 헤이즐무어 살인사건 (2006년)
- 디토네이터 (2006년) - 플린트 역
- 호킹 (2004년) - 아르노 펜지아스 역
- 다이노토피아 (2002년)
- 바탈리언 (2001년)
- 콘테미네이티드 맨 (2000년)
- 실종 (1996년)
- 체이스 4 (1989년)
- 전율의 메세지 (1985년)
- 더 빌 (1984년)
- 토마스와 친구들 (1984년) - 나레이터 역
- 계절의 변화 (1980년)
- 적색 경보 (1977년)
- 4 플라이즈 온 그레이 벨벳 (1971년)
- 제니퍼 온 마이 마인드 (1971년)
- 러버스 앤 어더 스트레인저 (1970년)
- 닥터 게논 (1969년)